# Ivan Guteša
Ivan Guteša (en serbe en écriture cyrillique : Иван Гутеша), né le 4 avril 2002 à Vršac, est un footballeur serbe qui joue au poste de gardien de but à l'Étoile rouge de Belgrade.

## Biographie

### Carrière en club
Né à Vršac en Yougoslavie, Ivan Guteša est formé par l'Étoile rouge de Belgrade, où il commence sa carrière professionnelle en prêt au club satellite du FK Grafičar Belgrade qui joue en championnat de Serbie de deuxième division, dès la saison 2020-2021,.
Lors de la saison 2023-24, tout en continuant à évoluer principalement avec le Grafičar, il commence aussi à jouer avec l'équipe première de l'Étoile rouge de Belgrade en championnat de Serbie,.
Il joue son premier match avec l'équipe première du club de la capitale le 16 mai 2024, titulaire lors de la victoire 0-4 contre le FK Napredak.
Guteša est ainsi sacré champion de Serbie lors de la saison 2023-24,,.
Le 27 novembre 2024, il joue son premier match de Ligue des champions, titularisé contre les pensionnaires de Bundesliga du VfB Stuttgart, permettant aux siens de l'emporter 5-1, empochant ainsi leurs premiers points de la saison.

### Carrière en sélection
Guteša est international avec l'équipe de Serbie espoirs, à partir de mars 2023, date où il est appelé par Goran Stevanović.

## Palmarès
Étoile rouge de Belgrade
- Championnat de Serbie (1)
  - Champion en 2023-24